# Murrepublik

Karte der sogenannten Mur-Republik von 1919

Die Murrepublik oder Republik Prekmurje (slowenisch Murska republika, ungarisch Mura Köztársaság oder Vendvidéki Köztársaság, prekmurisch Respublika Slovenska okroglina, Respublika Mörska) wurde 1919 in Ungarn (auf dem Gebiet des heutigen Prekmurje, Slowenien) ausgerufen, aber schon nach sechs Tagen wieder aufgelöst.

## Vorgeschichte

Prekmurje (5) ist eine der fünf historischen Regionen Sloweniens. Der Einschnitt rechts oben zwischen (4) und (5) entspricht dem Murtal beim österr. Bad Radkersburg

Ungarische Flüchtlinge und Exilanten gründeten im April 1919 in Wien das „Antibolschewistische Komitee“ unter Graf Istvan Bethlen. Ihr Ziel war die Schwächung der ungarischen Räterepublik unter Béla Kun, und zu diesem Zweck unterstützten sie sogar slowenische Sezessionsbestrebungen auf ungarischem Gebiet. Der Großteil der slowenischen Bevölkerung der Donaumonarchie hatte in der österreichischen Reichshälfte gelebt und sich bereits dem Königreich der Serben, Kroaten und Slowenen angeschlossen. Die Region Prekmurje östlich der Mur war jedoch Bestandteil der ungarischen Reichshälfte gewesen und unterstand daher im Frühjahr 1919 der ungarischen Räterepublik.

## Ausrufung der Unabhängigkeit
Am 29. Mai 1919 wurde auf dem Balkon des Hotels Dobray (heutiger Name: Hotel Zvezda) in Murska Sobota die Unabhängige Murrepublik ausgerufen. Initiator war der slowenische Lehrer Vilmos Tkálecz, der als Offizier im Ersten Weltkrieg gedient hatte. Er appellierte an die Ungarische Räterepublik, das Selbstbestimmungsrecht des slowenischen Volkes zu respektieren.

## Niederschlagung
Tkalecz hatte rund 600 Bewaffnete unter seinem Kommando; die ihm versprochene Unterstützung durch in Österreich befindliche Ungarn blieb jedoch weitgehend aus. Daher wurden die Träume von der Unabhängigkeit der Murrepublik schon nach wenigen Tagen beendet. Tkálecz' Truppen wurden auf österreichisches Gebiet vertrieben, wo sie entwaffnet und in Feldbach interniert wurden.

## Spätere Geschichte

Nostalgie oder Provokation? Graffiti an einer Hauswand in Murska Sobota, gesehen: August 2010.

Die slowenische Bevölkerung der Region Prekmurje demonstrierte weiter für eine Vereinigung mit den Slowenen jenseits der Mur. Im Vertrag von Trianon verlor Ungarn die Region Prekmurje; sie wurde zwar nicht unabhängig, aber an das Königreich der Serben, Kroaten und Slowenen angeschlossen und gehört heute zur Republik Slowenien.